# Жаніу Квадрус
Жаніу да Сілва Квадрус (порт. Jânio da Silva Quadros; 25 січня 1917 — 16 лютого 1992) — бразильський державний діяч, адвокат, президент країни з 31 січня до 25 серпня 1961 року.

## Початок кар'єри
Квадрус здобув юридичну освіту. Політичну кар'єру розпочав 1950 року, ставши членом муніципалітету міста Сан-Паулу.
До 1954 року Квадрус дослужився до губернатора штату сан-Паулу та залишався на цьому посту до 1958 року. Пізніше був депутатом Конгресу Бразилії.

## На посту президента
Квадрус став на посаду президента Бразилії 31 січня 1961 року.
У зовнішній політиці Квадрус зайняв більш незалежну від США позицію, зокрема відновив дипломатичні відносини з СРСР та іншими соціалістичними країнами, які було розірвано у жовтні 1947 року. Зокрема, Квадрус підтримав антидемократичний прокомуністичний та прорадянський режим Фіделя Кастро на Кубі, а міжнародний теротист-революціонер Ернесто Че Гевара був нагороджений вищою відзнакою Бразилії, Орденом Південного Хреста.
Така політика нового президента викликала занепокоєння як політичної опозиції країни, так і верхівки армії. В країні розпочалась чергова політична криза. 24 серпня 1961 року на національному телебаченні країни виступив Карлус Ласерда, губернатор штату Гуанабара, який заявив, що в Бразилії готується державний переворот, а президент уже не має реальної влади. Наступного дня було оприлюднено лист Квадруса, адресований парламенту, в якому він зняв із себе повноваження президента.
У той час віце-президент, Жуан Гуларт, здійснював офіційний візит до Китаю та не міг зайняти президентський пост, тому верховну владу в країні тимчасово прийняв спікер Палати депутатів Раніері Маззіллі.

## Цікаві факти
Серед першочергових заходів Квадруса на посту президента були й досить курйозні, наприклад, заборона на носіння бікіні на пляжах.

## Пам'ять
На честь Квадруса названо муніципалітет Презіденті-Жаніу-Квадрус у штаті Баїя.